# Chisco
Chisco är en ort i Mexiko.   Den ligger i kommunen Jojutla och delstaten Morelos, i den sydöstra delen av landet, 100 km söder om huvudstaden Mexico City. Chisco ligger 853 meter över havet och antalet invånare är 460.
Terrängen runt Chisco är kuperad åt sydost, men åt nordväst är den platt. Runt Chisco är det tätbefolkat, med 319 invånare per kvadratkilometer. Närmaste större samhälle är Zacatepec, 12,4 km norr om Chisco. I omgivningarna runt Chisco växer huvudsakligen savannskog.